# Sorin Avram
Sorin Avram (Bacău, 29 de marzo de 1943-29 de septiembre de 2015) fue un futbolista rumano que jugaba en la demarcación de delantero.

## Selección nacional
Jugó un total de doce partidos con la selección de fútbol de Rumania. Hizo su debut el 20 de mayo de 1964 en un partido amistoso contra Hungría que finalizó con empate a cero. Además disputó un partido de los Juegos Olímpicos de Tokio 1964, contra Irán. Su último partido lo disputó el 22 de marzo de 1967 contra Francia en un encuentro amistoso.

### Goles internacionales
| # | Fecha               | Estadio                                        | Oponente | Gol | Resultado | Competición                                          |
| - | ------------------- | ---------------------------------------------- | -------- | --- | --------- | ---------------------------------------------------- |
| 1 | 13 de junio de 1965 | Estadio Nacional de Portugal, Oeiras, Portugal | Portugal | 2–1 | 2–1       | Clasificación para la Copa Mundial de Fútbol de 1966 |

### Participaciones en los Juegos Olímpicos
| Mundial                        | Sede  | Resultado        | Partidos | Goles |
| ------------------------------ | ----- | ---------------- | -------- | ----- |
| Juegos Olímpicos de Tokio 1964 | Japón | Cuartos de final | 1        | 0     |

## Clubes

### Como futbolista
| Club               | País    | Año         | Partidos | Goles |
| ------------------ | ------- | ----------- | -------- | ----- |
| FCM Bacău          | Rumania | 1959 - 1962 | 18       | 3     |
| Viitorul Bucureşti | Rumania | 1962 - 1963 | 11       | 2     |
| Steaua Bucureşti   | Rumania | 1963 - 1969 | 124      | 25    |
| Farul Constanţa    | Rumania | 1969 - 1970 | 18       | 2     |
| FCM Bacău          | Rumania | 1970 - 1973 | 55       | 6     |

### Como entrenador
| Club      | País    | Año         |
| --------- | ------- | ----------- |
| FCM Bacău | Rumania | 1991 - 1992 |